# Szombathely–Rum-vasútvonal
Az Vas megyében fekvő Szombathely–Rum-vasútvonal a MÁV 18-as számú, egyvágányú, nem villamosított mellékvonala volt. Bár többször tervezték meghosszabbítását Türje felé Szombathely–Balaton-vasútvonalként, 1974-ben mégis megszüntetésre került.

## Történet
1847-ben Lewicki Antal mérnök elkészítette a Sopron-Kőszeg-Szombathely-Rum-Zalaszentgrót-Nagykanizsa vasútvonal tervét, mely azonban nem épült meg.

A Szombathely-Rum vicinális vasútvonalat egy teljesen más nyomvonalon, 1894. december 9-én nyitották meg, és 1974. május 25-én zárták be. Megszűnésekor a MÁV 18-as számú vasútvonala volt.[forrás?]
Rum, Csempeszkopács és Vasszécseny község területén a nyomvonalat felhasználva kerékpárút létesült Szombathely felé. 2002. május 4-én került sor az első, Rum–Rum-kastély közötti, 1059 m hosszú szakaszának ünnepélyes avatására. Szombathely területén Oroszlán utca névvel kertváros épül a nyomvonal mentén.
Táplánszentkereszt községben 2007-ben emlékhelyet alakítottak ki a Vasút utca mentén, Táplánszentkereszt felső megálló végében.
Rum községben a volt vasútállomás területéből telephelyek alakultak. Az egykori fűtőház sikeres pályázatok eredményeként felújításra került, és kulturális célt szolgál. A 87. sz. főút körforgalmú csomópontjában az egykori vasútállomás mellett vasúti emlékhelyet alakítottak ki.
Érdekesség, hogy a MÁV tervezte a vonal meghosszabbítását egy Balatonszentgyörgy–Türje–Rum–Szombathely fővonal kialakításával. A Sárvári Járás című lap már 1909. február 11-én részletes tervet közölt a Szombathely–Türje–Balatonszentgyörgy-vasútvonal nyomvonaláról és állomásairól. A vasutat végül pénzhiány miatt sosem valósítottak meg, jóllehet az 1920-as, majd az 1960-as években is elővették a régi tervet. A Szombathely–Rum- és a Zalaszentgrót–Balatonszentgyörgy-vasútvonalak 1974-es bezárásával azonban végleg lekerült a napirendről.
2014. március 31-én Csempeszkopácson felavatták a felújított volt 9. sz. őrházat, és az ott nyílt emlékkiállítást. A volt vasút nyomvonalán ma kerékpárút található, a kerékpárút és az őrház között pedig emléktáblát avattak.

## Állomások képei

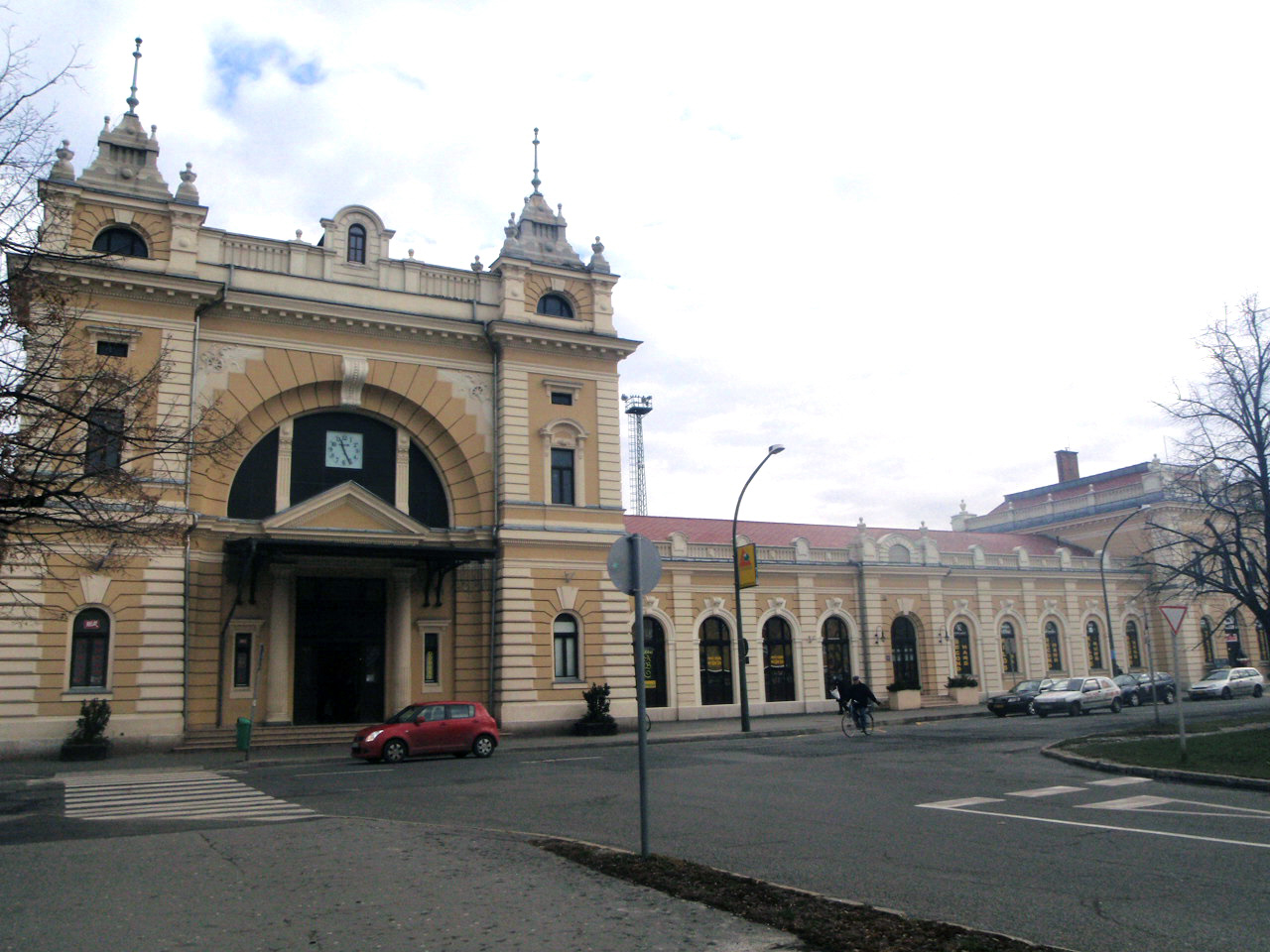
Szombathely
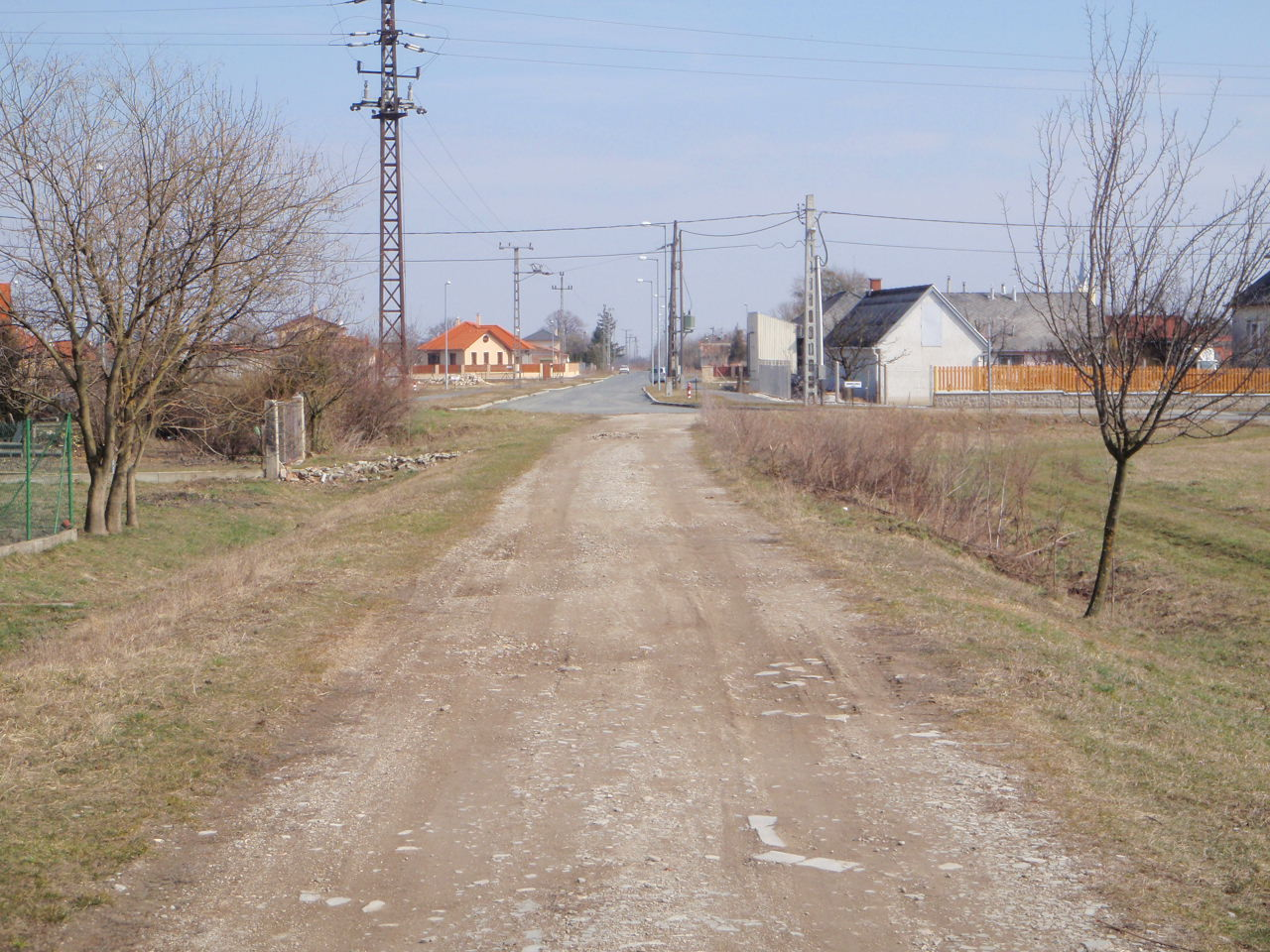
Szentkirály egykor vonalszakasz, ma Oroszlán utca
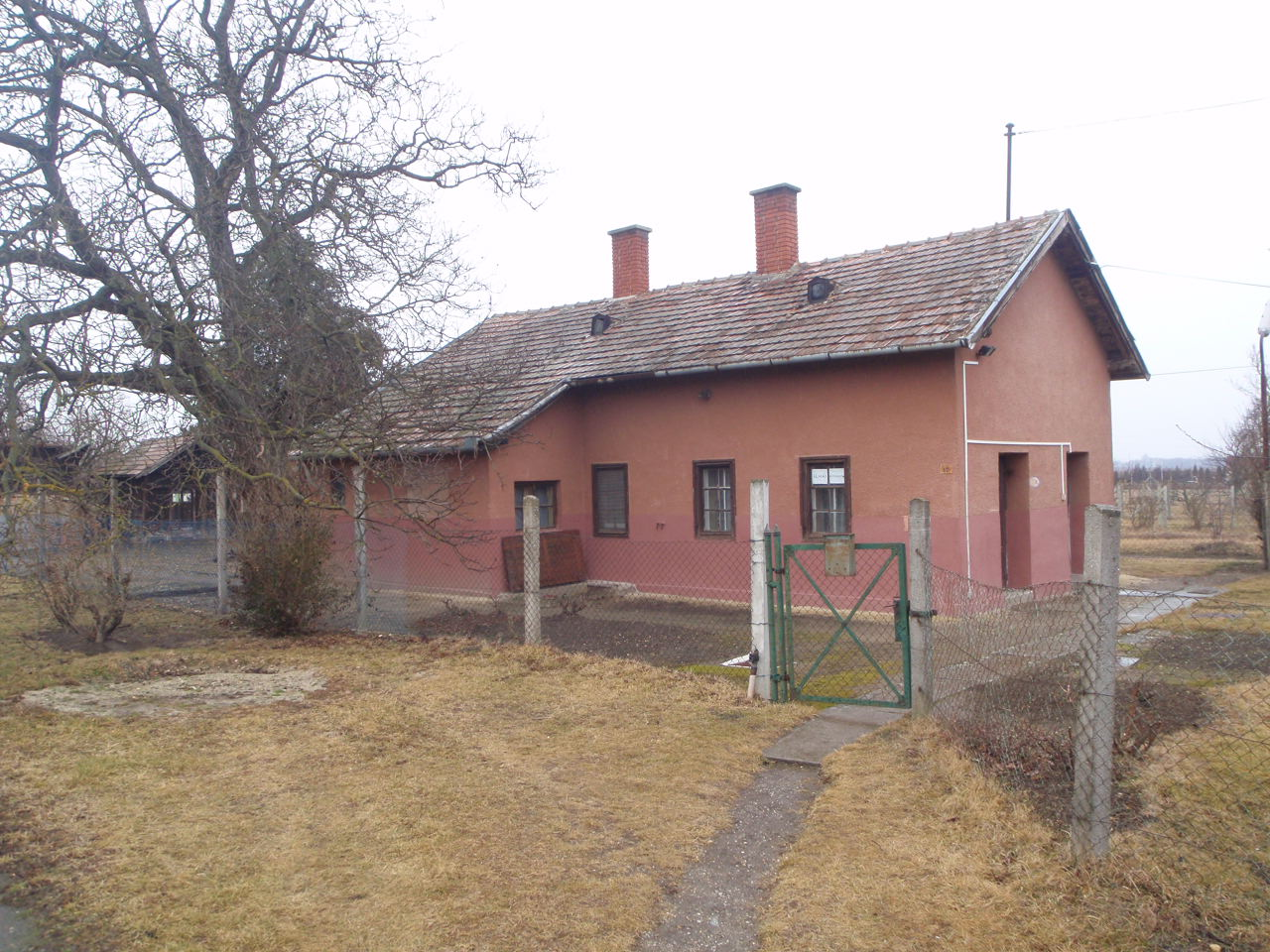
Táplánszentkereszt felső, ma üres lakóház
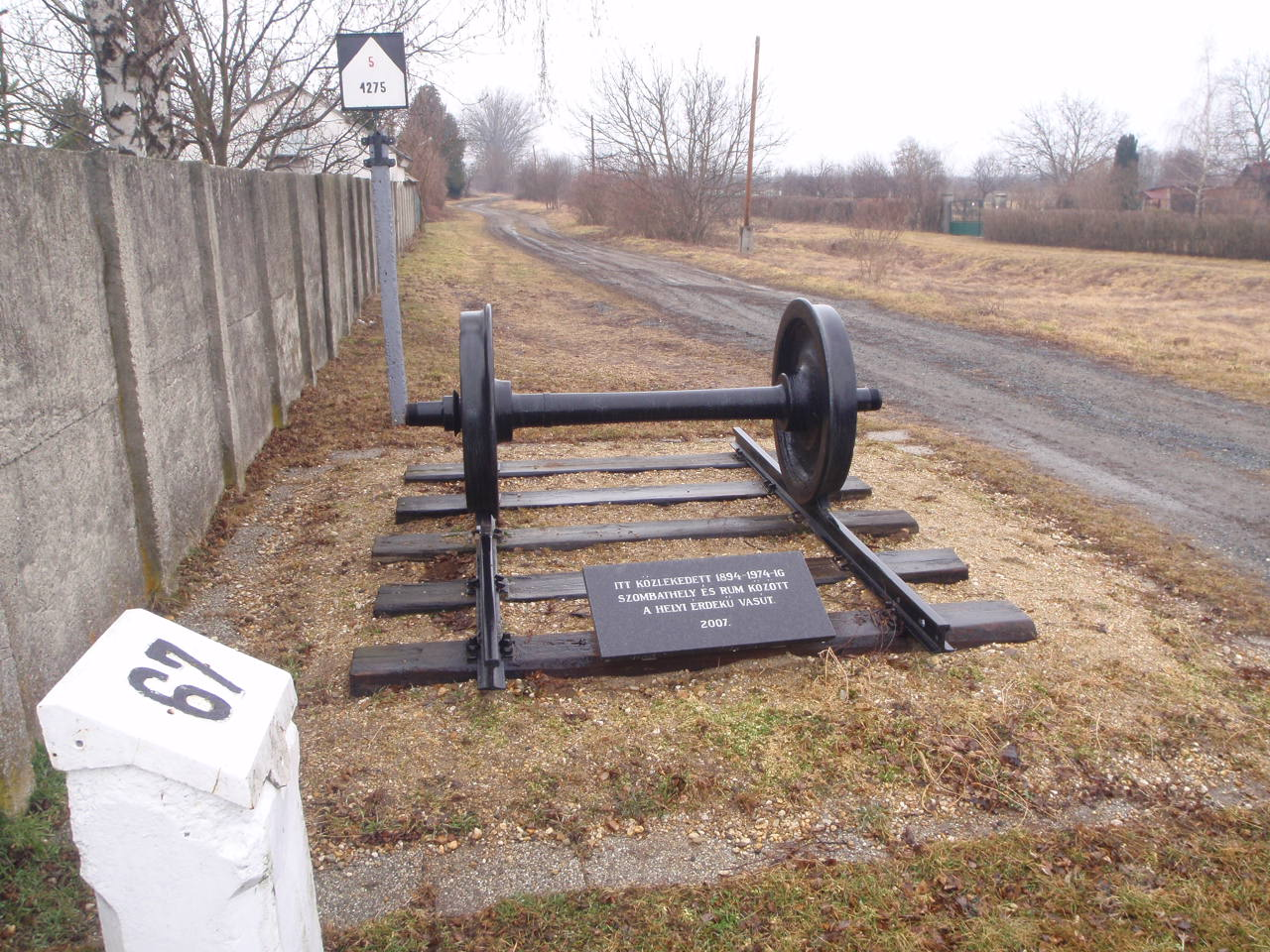
Táplánszentkereszt, Vasúti emlékhely
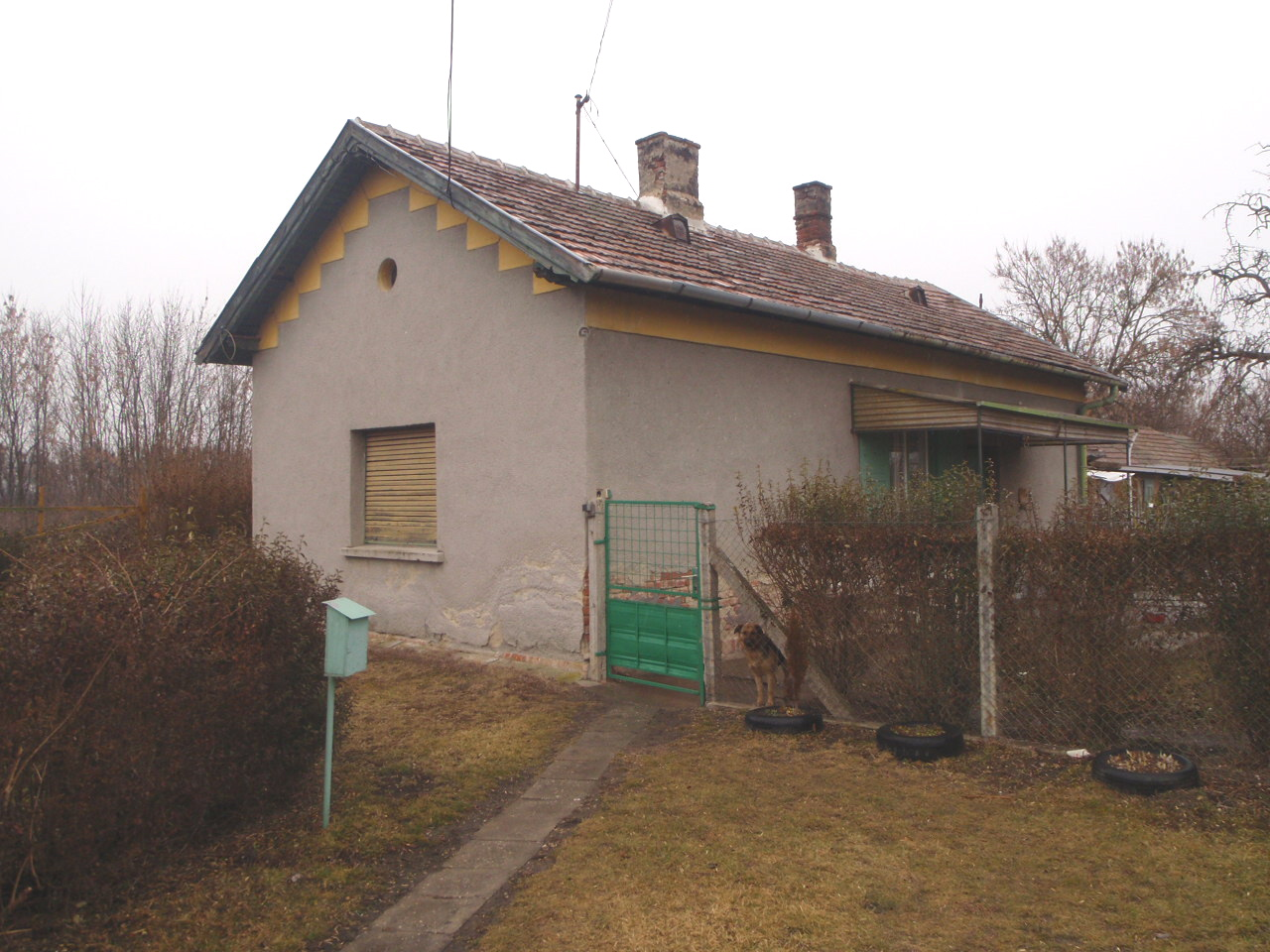
Táplánszentkereszt alsó, ma lakóház
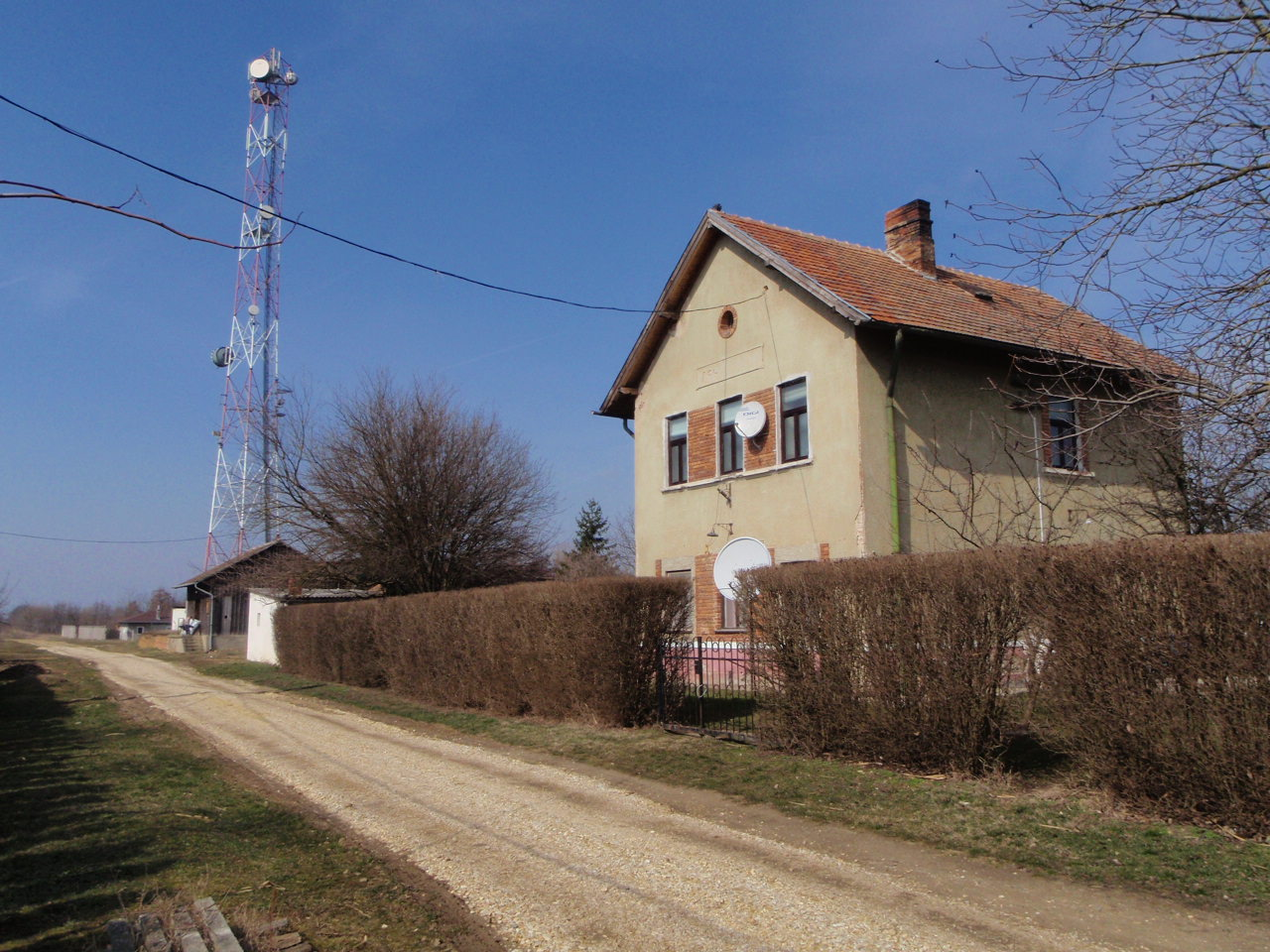
Vasszécseny
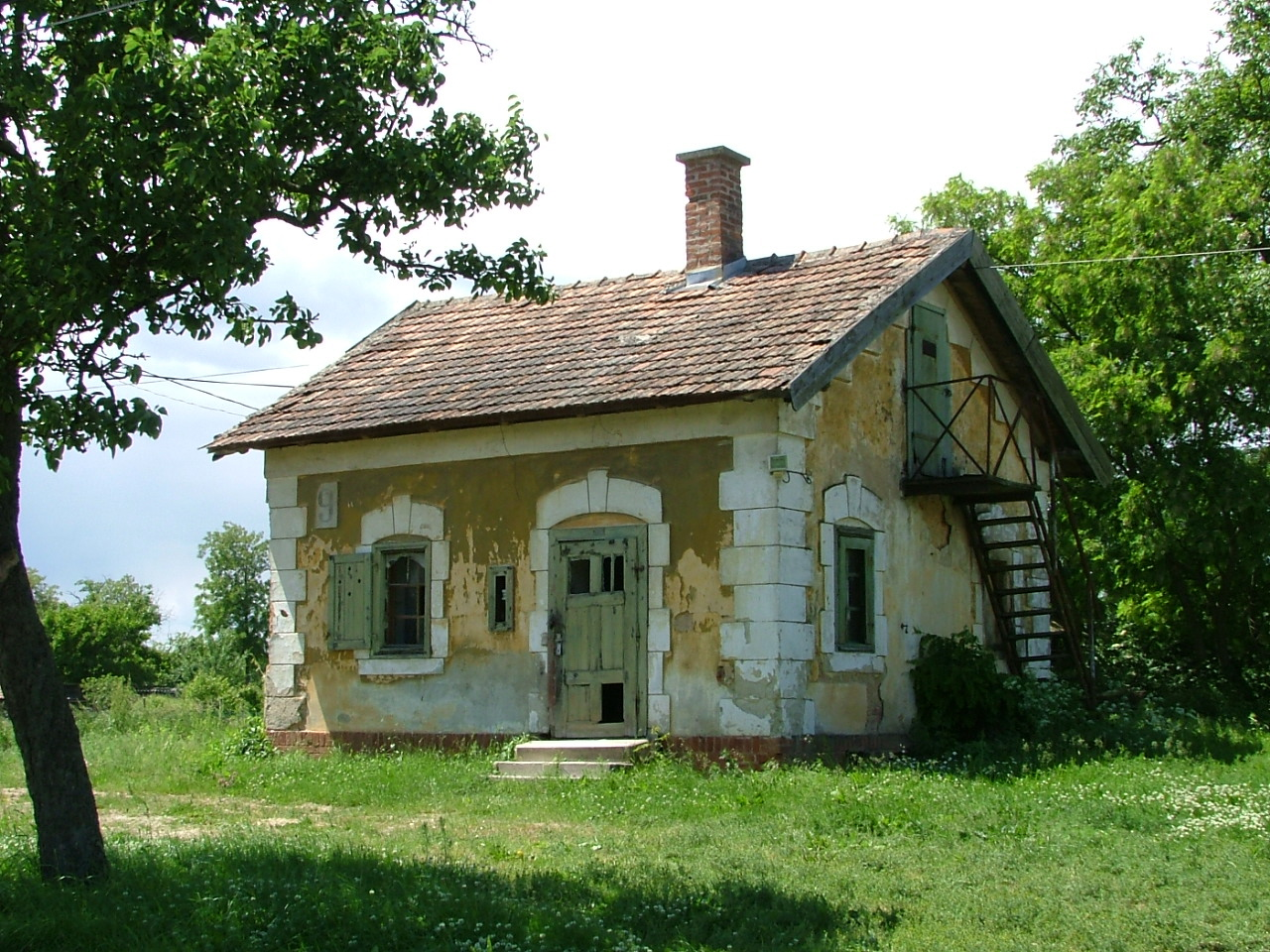
Csempeszkopács (felújítás előtt)
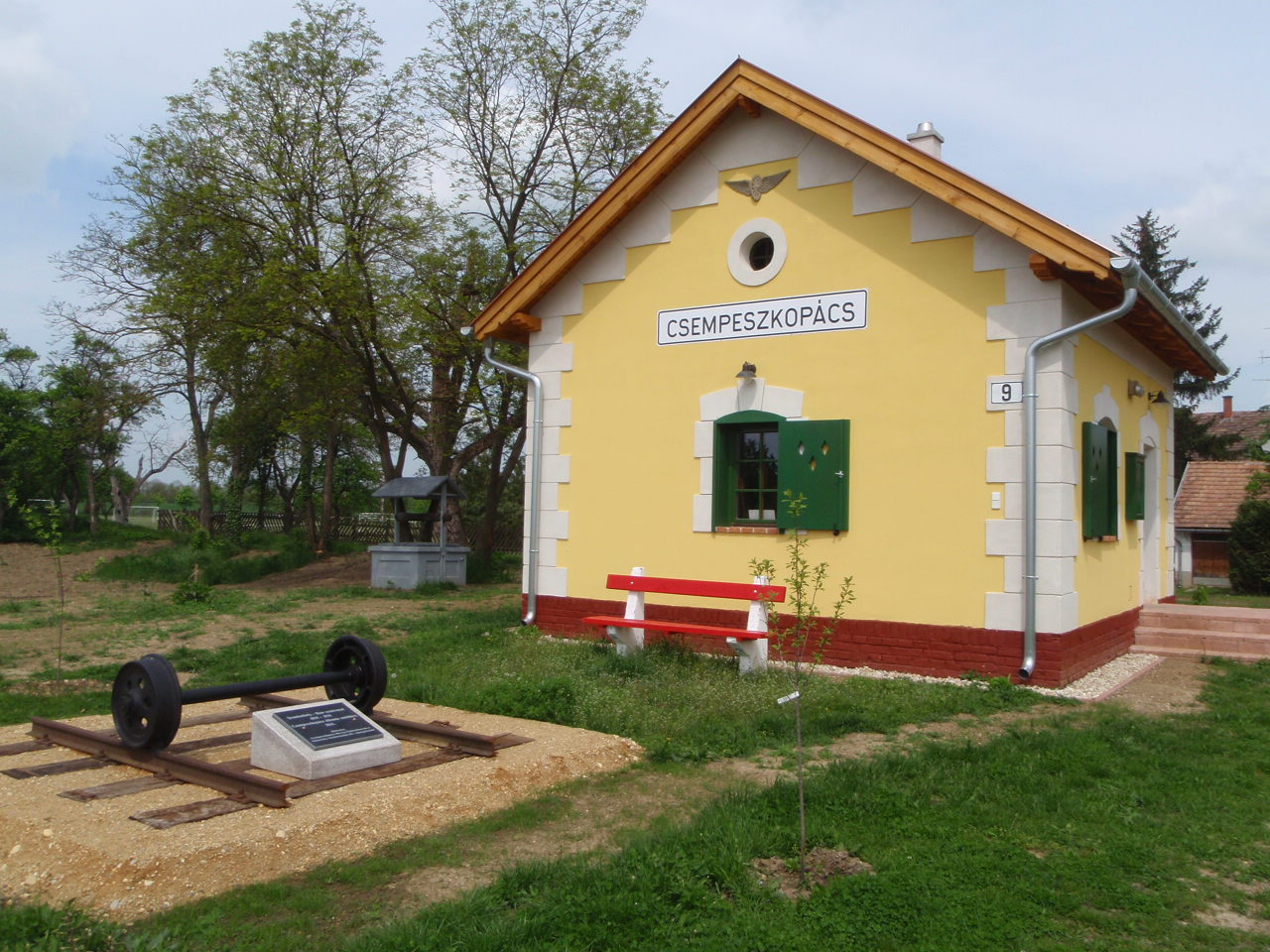
Csempeszkopács megálló és vasúti emlékhely, az épület helytörténeti kiállításnak ad otthont
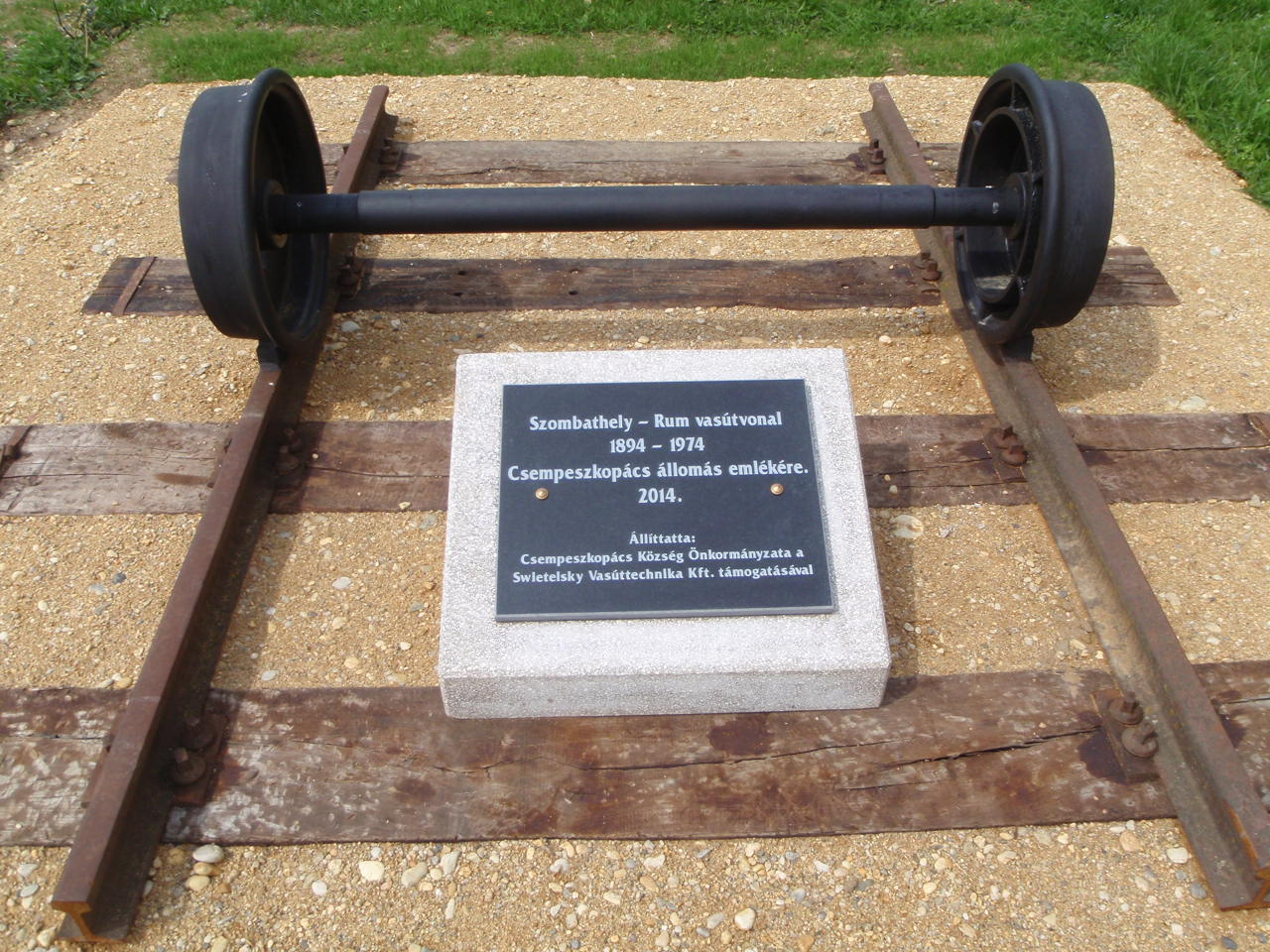
Csempeszkopács megálló emléktáblája
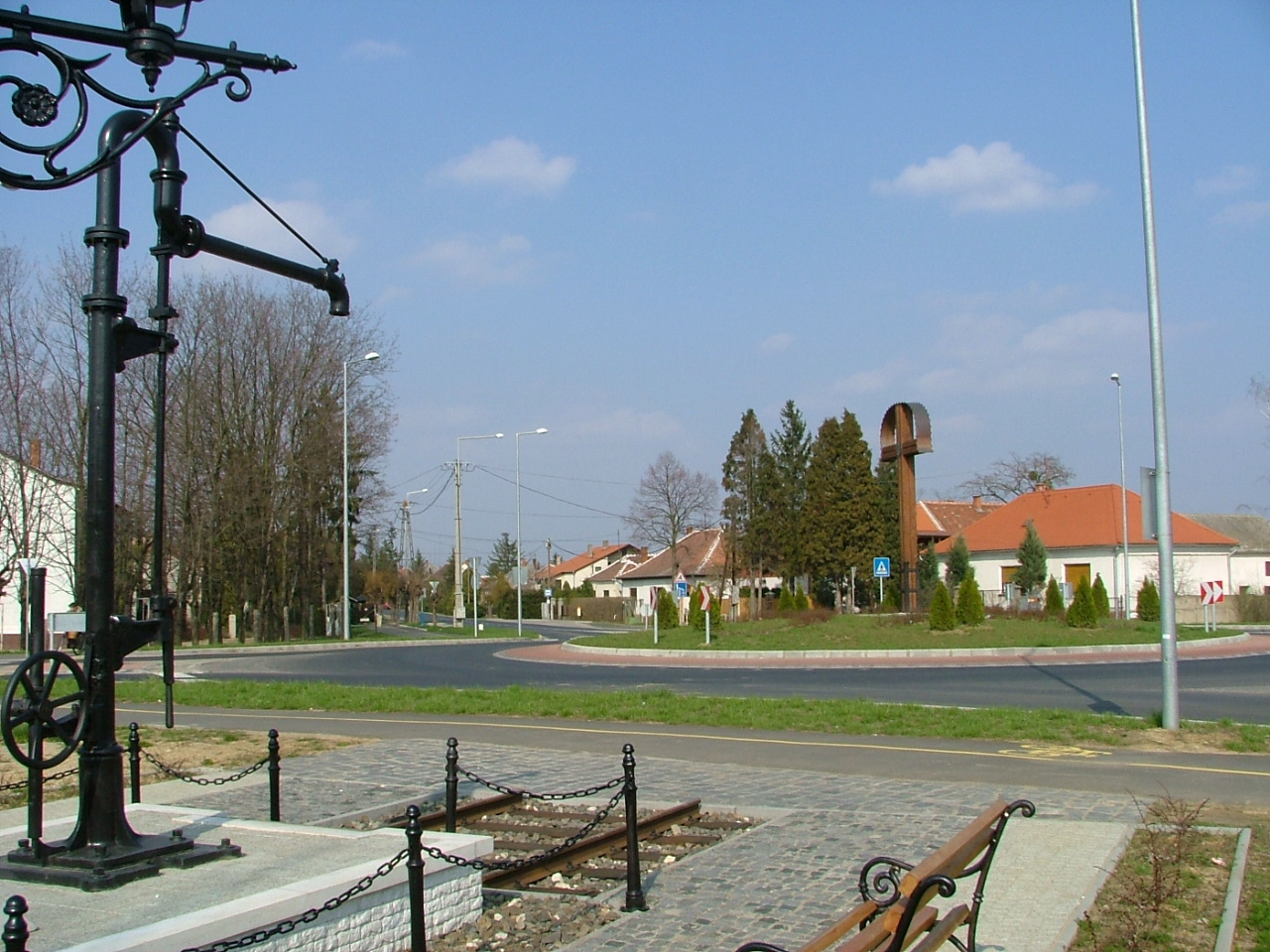
Rum vasúti emlékhely